# Sherlock – Ein Fall von Pink
Ein Fall von Pink (Originaltitel: A Study in Pink) ist die erste Episode aus der britischen Fernsehserie Sherlock. Die Erstausstrahlung lief am 25. Juli 2010 bei der BBC, die deutsche Premiere war am 24. Juli 2011 im Ersten. Zuvor hatte die deutsche Synchronfassung bereits am 26. Mai 2011 beim „Großen Fernsehen“ im Kölner Cinedom Premiere.

## Handlung
Der gerade aus dem Afghanistankrieg nach London zurückgekehrte Militärarzt Dr. John Watson, der bei seinem Einsatz verwundet wurde, lernt durch den gemeinsamen Bekannten Mike Stamford den etwas verschrobenen Privatdetektiv Sherlock Holmes kennen. Da Watson sich aus finanziellen Gründen eine Wohnung teilen will, zieht er kurzerhand bei Holmes ein, der in der Baker Street 221B über der Vermieterin Mrs. Hudson bereits Räumlichkeiten gemietet hat.
Es gab eine merkwürdige Reihe von Todesfällen, zusammenhängende Selbstmorde, wie von Detective Inspector Lestrade vermutet wird. Holmes wird an den neuesten Tatort geholt, an dem die Leiche einer vorwiegend in Pink gekleideten Frau gefunden wurde. Er deduziert, dass die Frau eine unglückliche Ehe führte und häufig Ehebruch beging. Im Gegensatz zu den anderen Opfern hinterließ sie jedoch eine Botschaft, indem sie das Wort „Rache“ in den Boden ritzte. Entgegen dem Hinweis des Forensikers Anderson, die Frau sei aus Deutschland und wollte letztendlich nur Rache schwören, vermutet Holmes, dass sie den Namen „Rachel“ schreiben wollte und starb, ehe sie ihr Werk vollenden konnte. Außerdem entdeckt er Schlammflecken auf dem Bein der Frau, die von einem Koffer stammen, und folgert, dass sie nicht aus der Stadt stammt. Da von der Polizei kein Koffer gefunden wurde, macht sich Holmes selbst auf die Suche, um ihn später in einem nahegelegenen Hinterhof zu finden.
Währenddessen erhält Watson von einer öffentlichen Telefonzelle aus einen Anruf und wird in eine leere Lagerhalle gebracht. Dort trifft er einen Mann, der sich als Holmes’ „Erzfeind“ vorstellt. Der Fremde bietet Watson Geld dafür an, ihm Informationen über Holmes’ Aktivitäten zu liefern, doch Watson lehnt ab. Als er in die Baker Street zurückkehrt, bittet ihn Holmes darum, eine Nachricht von seinem Handy aus an das Mobiltelefon des vierten Opfers zu schicken. Holmes vermutet, dass der Mörder im Besitz von diesem ist. In einem Restaurant bemerkt Holmes wie erwartet ein Taxi und läuft diesem hinterher. Mit seinem umfangreichen Wissen über den Londoner Stadtplan, die Straßenführung und besondere Einschränkungen auf dem Weg, schaffen er und Watson es, das Taxi zu Fuß einzuholen. Als sie es schließlich anhalten, finden sie allerdings nur einen frisch aus Amerika angereisten Touristen vor, der den Mord nicht hätte begehen können.
Da Lestrade bereits vermutete, dass Holmes den fehlenden Koffer finden würde, führt er, um die Zusammenarbeit des Detektivs zu erzwingen, eine Drogenrazzia in Holmes’ Appartement durch, als die beiden Zimmergenossen dort ankommen. Holmes schlussfolgert, dass „Rachel“ das Passwort für die E-Mail-Adresse des Opfers ist, welche er auf dem Gepäckanhänger des Koffers findet, das sein Handy dem Täter untergeschoben hatte, damit dieser mittels Funkpeilung über das Mobilfunknetz aufzufinden wäre. Während Mrs. Hudson Holmes mitteilt, dass ein Taxi vor der Tür auf ihn warte, sieht Watson, dass das Signal des Handys aus der Baker Street 221B kommt. Holmes verlässt das Appartement und erkennt, dass der Taxifahrer der Mörder ist. Seine Neugier um den Tathergang und die Motivation des Mörders bringt Holmes dazu, in das wartende Taxi einzusteigen. Der Taxifahrer, Jeff Hope, gesteht die Morde und schürt Holmes’ Interesse mit der Aussage, dass er seine Opfer nicht umbrächte, sondern stattdessen mit ihnen rede, so dass sie sich anschließend selbst umbrächten. Er fährt mit Holmes zu einem Schulgebäude, das in den Abendstunden nur von der Reinigungskolonne frequentiert wird und ansonsten offen steht. In einem der Räume zückt der Taxifahrer eine Pistole und zwei Fläschchen mit Pillen und behauptet, dass ein Fläschchen eine harmlose, das andere jedoch eine tödliche Pille enthalte. Seine Opfer wählten immer die tödliche Flasche. Holmes begreift, dass der Taxifahrer todkrank ist. Dieser gesteht dies ein und fügt an, dass er für jeden seiner Morde von einem „Fan von Holmes“ gesponsert werde, um seine Kinder nach seinem Ableben finanziell zu unterstützen. Holmes durchschaut, dass die vorgehaltene Waffe nur ein Feuerzeug ist und wendet sich gerade zum Gehen, als ihn der Taxifahrer herausfordert und fragt, ob er die richtige Pille gewählt hätte.
Währenddessen kann Watson Holmes’ Aufenthaltsort orten und macht sich auf den Weg, um ihn zu finden. Nachdem er ein Gebäude durchsucht hat, sieht er durch das Fenster, wie Holmes im gegenüberliegenden Gebäude eine Pille schlucken will, und erschießt den Taxifahrer, um anschließend zu flüchten. Holmes will von dem sterbenden Taxifahrer wissen, ob er die richtige Pille gewählt hatte. Zwar lässt der diese Frage offen, offenbart aber unter ihm zugefügten Schmerzen den Namen seines geheimnisvollen Sponsors: Moriarty.
Nachdem Scotland Yard eingetroffen ist und den Tatort untersucht, schlussfolgert Holmes, dass Watson es war, der den Schuss auf den Taxifahrer abgab. Im Weggang stoßen die beiden auf den mysteriösen Fremden, der Watson für das Ausspionieren Holmes’ zuvor Geld angeboten hatte. Es stellt sich dabei heraus, dass es sich bei dem Mann um Sherlock Holmes’ Bruder Mycroft, einen Mann in Diensten der britischen Regierung, handelt. Nachdem die beiden den Tatort verlassen haben, weist Mycroft seine Assistentin, Anthea, an, Sherlock Holmes’ und John Watsons Überwachungsstufe zu erhöhen.